# Protestos contra o passaporte de saúde COVID-19 na França em 2021

Bandeira da França com a Cruz da Lorena usada por manifestantes contra o passaporte de saúde

Os protestos contra o passaporte de saúde COVID-19 são uma série de manifestações realizadas em Paris e outras cidades francesas contra o passe de saúde obrigatório que foi apresentado pelo governo francês, liderado por Emmanuel Macron, para que as pessoas pudessem entrar em vários locais públicos. Similares manifestações ocorreram na Austrália, Itália e Grécia.

## Eventos

### 16 de julho
À noite, um centro de vacinação em Lans-en-Vercors foi destruído. Eles encontraram pichações que diziam "Vacinação = genocídio", "1940" e uma Cruz de Lorena, símbolo da resistência francesa contra a ocupação nazista. A área havia sido uma base maquis durante a Segunda Guerra Mundial. O ministro da Saúde, Olivier Véran, condenou o ataque.

### 17 de julho
Após o anúncio das medidas do governo francês (que inclui a vacinação obrigatória para os profissionais de saúde e a obrigação dos cidadãos franceses de ter um passe de saúde em locais públicos), milhares de pessoas foram às ruas de cidades francesas como Paris, Marselha, Montpellier , Toulouse e Nice. Marchas separadas de manifestantes de extrema direita e extrema esquerda ocorreram em Paris. Os manifestantes argumentaram que as medidas infringiam a liberdade de escolha das pessoas que não querem ser vacinadas. Os manifestantes marcharam gritando "Liberdade!" com cartazes dizendo "Nossos filhos não são cobaias" . No Louvre, os manifestantes gritaram "Macron saia!" e “Liberdade!”.
Os manifestantes se compararam a membros da resistência francesa contra a ocupação nazista na Segunda Guerra Mundial e a algumas teorias conspiratórias sobre a origem do coronavírus.

### 24 de julho
Novas manifestações aconteceram na França. Os confrontos entre os manifestantes e a polícia foram registrados, embora a maioria das reuniões tenha sido ordenada. Cerca de 161.000 pessoas foram registradas, em comparação com 144.000 na semana passada. Os manifestantes chamaram Macron de "tirano" e "ditador". Macron, em uma visita à Polinésia Francesa, chamou os manifestantes de "irresponsáveis" e "egoístas".

### 26 de julho
O parlamento francês aprovou um projeto de lei que exige "passes de saúde" para entrar em restaurantes, trens, aviões e locais públicos; além de exigir vacinação para todos os trabalhadores do setor saúde antes de 15 de setembro, caso contrário seriam demitidos.

### 31 de julho
Novas manifestações aconteceram em Paris e outras cidades francesas. Anarquistas, apoiadores de extrema direita e comunistas marcharam, assim como os coletes amarelos. Alguns manifestantes agitaram a Cruz de Lorraine. Um total de 204.090 manifestantes foi registrado e cerca de 150 eventos separados foram organizados nas principais cidades. Mais de 3.000 policiais e pessoal de segurança foram destacados em Paris. Houve tumultos e três policiais foram feridos por manifestantes.

### 4 de agosto
Em entrevista à revista Paris Match, Macron disse que não vai ceder "de forma alguma à violência [radical]" e que a atitude dos manifestantes é "uma ameaça à democracia. Eles misturam tudo". Ele acrescentou que "algumas dezenas de milhares perderam a cabeça a tal ponto que são capazes de dizer que vivemos em uma ditadura".

### 7 de agosto
Pela quarta semana consecutiva, os manifestantes foram às ruas argumentando que as novas medidas violam as liberdades civis. Cerca de 230.000 manifestantes foram registrados, apesar das pesquisas mostrarem que a maioria dos franceses aprovam os "passes de saúde". Os manifestantes saíram às ruas com faixas que diziam: "Nossas liberdades estão morrendo" e "Vacine, não toque em nossos filhos". Macron, por sua vez, e estando em sua residência de férias, usou o Tik Tok para transmitir a mensagem de vacinação nos últimos dias.